# 1994 UN1
1994 UN1 är en asteroid i huvudbältet som upptäcktes den 25 oktober 1994 av de båda japanska astronomerna Seiji Ueda och Hiroshi Kaneda i Kushiro.
Asteroiden har en diameter på ungefär 20 kilometer.